# Baicoli

No gh'è a sto mondo no più bel biscoto, più fin, più dolce, più lisiero e san per mogiar nella cicara e nel goto del Baicolo nostro venezian
En este mundo no hay una galleta más sutil, más dulce, más liviana y sana para mojar en una tacita y en un vaso que nuestro Baicolo veneciano.

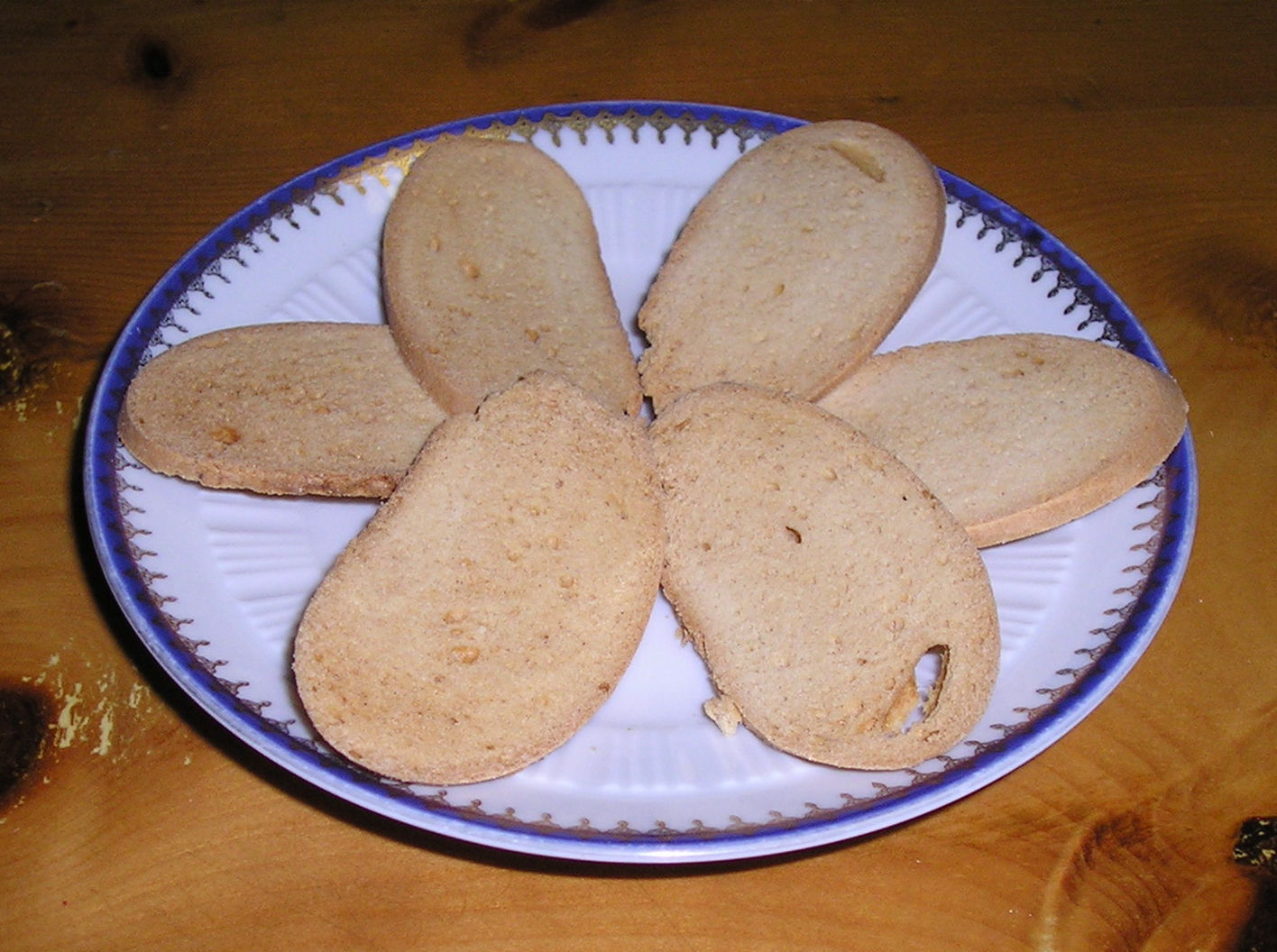
Un plato de baicoli.

Las baicoli son galletas típicas de Venecia, que se venden en una tradicional lata amarilla. Se llaman así debido a su parecido con el róbalo, que en dialecto local se llama baìcolo.
Estas galletas tiene la peculiaridad de mantener su aroma durante mucho tiempo cuando se almacenan apropiadamente en cajas de lata, de forma que podían llevarse y consumirse en los largos viajes marinos hechos en barcos venecianos.
Tradicionalmente, por ser muy secas, eran servidas con café y zabaione, en los que podían mojarse. Su preparación, que es larga y laboriosa, tiene dos momentos de reposo para que suba y doble cocción en horno.